# Jan Marek (chemik)
Jan Marek (* 29. dubna 1926, Třebíč) je český chemik.

## Biografie
Jan Marek se narodil v roce 1926 v Třebíči, ale vyrůstal v někdejším Gottwaldově, kde v roce 1946 vystudoval reálné gymnázium, v témže roce nastoupil na Vysokou školu chemickotechnologickou, kde v roce 1950 získal titul inženýra, v roce 1953 pak získal titul kandidáta technických věd. Mezi lety 1950 a 1953 na téže škole působil jako asistent. Následně odešel do společnosti Chemoprojekt, kde pracoval mezi lety 1953 a 1969, od roku 1969 působil ve společnosti LUWA ve švýcarské Basileji. V roce 1968 se ještě na VŠCHT stihl habilitovat a na základě habilitace pak působil po roce 1990 jako externí docent VŠCHT.